# Linia kolejowa nr 668
Linia kolejowa nr 668 – jednotorowa, drugorzędna linia kolejowa łącząca stację Jaworzno Szczakowa JSB z posterunkiem odgałęźnym Długoszyn.
Linię otwarto w 1942 r., a 15 maja 1959 r. została zelektryfikowana.